# Krigsåret 1739

## Pågående krig
- Korsikanska upproret (1733-1743)[1]
- Kriget om kapten Jenkins öra (1739 - 1748) utkämpas mellan Spanien och Storbritannien i Karibiska havet och på den nordamerikanska kontinenten.
- Portugisiska Marathakriget (1737-1741)[2]
- Rysk-turkiska kriget (1735-1739)[3]
  - Ryssland på ena sidan
  - Osmanska riket på andra sidan

## Händelser
- 24 februari - Slaget vid Karnal utkämpas utanför Delhi, en persisk invasionsstyrka besegrar den indiske stormogulen Mohammed Nasirs trupper.

### Fotnoter
1. ↑  ”WHKMLA”. http://www.zum.de/whkmla/military/18cen/corsica17551769.html. Läst 30 juni 2011.
2. ↑  ”KMLA”. http://www.zum.de/whkmla/military/18cen/pmaratha17371741.html. Läst 4 juli 2011.
3. ↑  ”WHKMLA”. http://www.zum.de/whkmla/military/18cen/russturk173539.html. Läst 30 juni 2011.